# NPR Berlin
NPR Berlin war ein englischsprachiger Berliner Hörfunksender, der von April 2006 bis 15. Oktober 2017 zu hören war. Er wurde von dem nicht-kommerziellen National Public Radio (NPR) aus den USA betrieben.

## Geschichte
NPR Berlin war laut der Berliner Zeitung der erste NPR-Ableger, „der außerhalb der USA rund um die Uhr über UKW zu empfangen ist“. Neben dem BBC World Service und Radio France Internationale hatte bislang die von der US-Regierung finanzierte Voice of America (VOA) als Stimme der westlichen Siegermächte eine Sendelizenz in Berlin. Nach dem Rückzug der VOA konnte der als liberal geltende US-Anbieter NPR eine Frequenz übernehmen.
NPR Berlin sendete einen Mix aus eigenen Programmteilen (beispielsweise das Berlin Journal) und Übernahmen (darunter die Nachrichtenflaggschiffe Morning Edition, Weekend Edition und All Things Considered, sowie Unterhaltungssendungen wie Wait Wait… Don’t Tell Me! und Car Talk). 
Der Sender auf dem Postbank-Hochhaus am Halleschen Ufer in Kreuzberg konnte auf der UKW-Frequenz 104,1 MHz im Stadtgebiet und darüber hinaus empfangen werden. Seit dem 2. August 2010 gab es auch einen Internet-Live-Stream. 
Im August 2010 spendeten 92 Hörer rund 8.000 Euro für den weiteren Betrieb des Senders. 2015 bezuschusste NPR den Sender mit 181.443 US-Dollar. Im Dezember 2016 gab NPR bekannt, dass es nach Wegen suche, die Zuschüsse zu minimieren, wobei auch eine Rückgabe der Sendelizenz und eine Schließung der Betreibergesellschaft NPR Media Berlin gGmbH erwogen worden seien. 
Im ersten Quartal 2017 gab NPR die Lizenz an die Medienanstalt Berlin-Brandenburg zurück. Diese schrieb am 12. April die Frequenz zum 1. Oktober 2017 neu aus. Am 14. September wurde bekannt, dass die Frequenz KCRW Berlin zugewiesen wurde, das am 16. Oktober 2017 den Betrieb aufnahm.